# 凤山镇 (石家庄市)
凤山镇，是中华人民共和国河北省石家庄市井陉矿区下辖的一个乡镇级行政单位。

## 行政区划
凤山镇下辖以下地区：
荆蒲兰社区、南井沟社区、南凤山社区、中凤山社区、杨家沟社区、北凤山社区、西沟社区、白彪社区和张家井社区。
其中荆蒲兰社区和南井沟社区四周均被井陉县包围，是井陉矿区的外飞地。